# Gnamptogenys quadrutinodules
Gnamptogenys quadrutinodules  (лат.) — вид примитивных тропических муравьёв рода Gnamptogenys из подсемейства Ectatomminae. Эндемик Китая.

## Распространение
Встречаются в Восточной Азии: Китай.

## Описание
Длина тела рабочих около 4 мм (самка до 5,52 мм). От близкого вида Gnamptogenys coccina отличается формой петиоля (он латерально субквадратный, а не трапециевидный) и субпетиолярным выступом (он субквадратный, а не полигональный); от вида Gnamptogenys taivanensis отличается более мелкими глазами (с 5 омматидиями в максимальном диаметре, а не 7) и сетчатой скульптурой (а поперечной бороздчатостью). Пронотум дорзально без плечевых зубчиков. Стебелёк между грудкой и брюшком состоит из одного узловидного членика (петиоль). Голову и всё тело покрывают глубокие бороздки. Усики 12-члениковые. Глаза мелкого размера, выпуклые. Челюсти субтреугольные. Вид был впервые описан в 2017 году эквадорским мирмекологом Джоном Латтке (John E. Lattke, Universidad Nacional de Loja, Loja, Эквадор) и его китайскими коллегами (Zhilin Chen; Fuming Shi; Shanyi Zhou; Китай).